# ザ・ソサエティ
『ザ・ソサエティ』（原題: The Society）は、2019年に配信されたアメリカ合衆国のテレビドラマシリーズ。大人が突然消えた町に残された高校生たちを描く。企画・制作はクリストファー・キーサー、製作総指揮・監督はマーク・ウェブが務める。出演はキャスリン・ニュートン、ギデオン・アドロン、ショーン・バーディなど。2019年5月10日にNetflixオリジナル作品として全世界へ配信された。本作はシーズン2への更新が決定していたが、COVID-19の影響で製作中止が決定した。。

## あらすじ
学校行事のキャンプが中止になり、予定より早く家に戻ったウェストハム高校の生徒たち。しかし、町から大人の姿が消えていた。残された高校生たちは戸惑いながらも、謎の解明に奔走する。

## キャスト

### メイン
アリー・プレスマン
演 - キャスリン・ニュートン、日本語吹替 - 清水理沙
ベッカ
演 - ギデオン・アドロン、日本語吹替 - 宮本茉奈
サム・エリオット
演 - ショーン・バーディ、日本語吹替 - 寸石和弘
ヘレナ
演 - ナターシャ・リュー・ボルディッゾ、日本語吹替 - 石井未紗
ウィル・レ・クレア
演 - ジャック・コリモン、日本語吹替 - 手塚ヒロミチ
エル
演 - オリヴィア・デヨング、日本語吹替 - 多田このみ
ハリー・ブリングハム
演 - アレックス・フィッツァラン、日本語吹替 - 小林親弘
ケリー・オードリッチ
演 - クリスティン・フロセス、日本語吹替 - 宇田川紫衣那
ゴーディ
演 - ホセ・フリアン、日本語吹替 - 浅利遼太
ルーク
演 - アレックス・マクニコル、日本語吹替 - 武井和歩
キャンベル・エリオット
演 - トビー・ウォレス、日本語吹替 - 佐藤友啓
カサンドラ・プレスマン
演 - レイチェル・ケラー、日本語吹替 - 清水はる香
グウェン
演 - オリヴィア・ニッカネン、日本語吹替 - 珠宮夕貴
マディソン
演 -　キアラ・ピチャルド、日本語吹替 - 三井好美
レクシー
演 - グレース・V・コックス、日本語吹替 - 西島麻紘
オリビア
演 - ナオミ・オリヴァー、日本語吹替 - 櫻庭有紗
ジェシカ
演 - マティス・R・ハダッド、日本語吹替 - 長谷川暖
マーニー
演 - ケリー・R・ゴールデン、日本語吹替 - 岡本美歌

## エピソード
| 通算 話数 | タイトル                                         | 監督                       | 脚本                           | 公開日        |
| --------- | ------------------------------------------------ | -------------------------- | ------------------------------ | ------------- |
| 1         | "物事には理由がある" "What Happened"             | マーク・ウェブ             | Christopher Keyser             | 2019年5月10日 |
| 2         | "わが町" "Our Town"                              | マーク・ウェブ             | Christopher Keyser             | 2019年5月10日 |
| 3         | "子どものままじゃいられない" "Childhood's End"   | Tara Nicole Weyr           | Rachel Sydney Alter            | 2019年5月10日 |
| 4         | "一滴ずつ" "Drop by Drop"                        | Stacie Passon              | Emily Bensinger                | 2019年5月10日 |
| 5         | "リーダーとしての覚悟" "Putting on the Clothes"  | ハイファ・アル＝マンスール | Anna Fishko Christopher Keyser | 2019年5月10日 |
| 6         | "神になった瞬間" "Like a F-ing God or Something" | Megan Griffiths            | Christopher Keyser Anna Fishko | 2019年5月10日 |
| 7         | "アリーの規則" "Allie's Rules"                   | Patricia Cardoso           | Qui Nguyen                     | 2019年5月10日 |
| 8         | "まわりはじめる毒" "Poison"                      | Rich Lee                   | Maile Meloy                    | 2019年5月10日 |
| 9         | "新しい名前" "New Names"                         | Brett Simon                | Anna Fishko                    | 2019年5月10日 |
| 10        | "物事は不意に起きる" "How it Happens"            | マーク・ウェブ             | Christopher Keyser             | 2019年5月10日 |

## 製作
2013年、クリストファー・キーサーとマーク・ウェブはShowtimeに本作を提案したが、断られていた。2018年7月24日、Netflixが本作の製作を発表した。シーズン1の撮影は、2018年9月から11月にかけてマサチューセッツ州ランカスターで行われた。
2019年7月9日、第2シーズンへの更新が発表された。

## 評価

### 批評
本作は批評家から好意的な評価を受けている。批評集積サイトのRotten Tomatoesに36件のレビューがあり、批評家支持率は86%、平均点は10点満点で7.44点となっている。また、Metacriticには9件のレビューがあり、加重平均値は66/100となっている。